# Epidendrum roseoscriptum
Epidendrum roseoscriptum är en orkidéart som beskrevs av Eric Hágsater. Epidendrum roseoscriptum ingår i släktet Epidendrum och familjen orkidéer. Inga underarter finns listade i Catalogue of Life.